# Sergej Grečicho
Sergej Grečicho (ur. 30 września 1980 w Wilnie) – litewski zawodnik MMA oraz utytułowany sambista walczący w kategorii piórkowej. Walczył m.in. dla Cage Warriors, MMA Attack i KSW.

## Osiągnięcia

### Sambo[2]
- 2007: Mistrzostwa Świata – 1. miejsce w kategorii lekkiej 68 kg[3]
- 2008: Mistrzostwa Świata – 3. miejsce w kategorii lekkiej 68 kg[4]
- 2009: Mistrzostwa Świata – 1. miejsce w kategorii lekkiej 68 kg[5]
- 2010: Mistrzostwa Świata – 2. miejsce w kategorii lekkiej 68 kg
- 2012: Mistrzostwa Świata – 1. miejsce w kategorii półlekkiej 62 kg[6]
- 2012: Mistrzostwa Europy – 1. miejsce w kategorii lekkiej 68 kg[7]
- 2013: Mistrzostwa Europy – 1. miejsce w kategorii lekkiej 68 kg[8]

### Mieszane sztuki walki
- 2017: Mistrz STB w wadze lekkiej

## Lista walk MMA[9]
| Wynik     | Bilans  | Przeciwnik (bilans przed walką) | Rozstrzygnięcie                                   | Runda | Czas | Rozgrywki                                       | Data       | Miejsce      | Uwagi                                      |
| --------- | ------- | ------------------------------- | ------------------------------------------------- | ----- | ---- | ----------------------------------------------- | ---------- | ------------ | ------------------------------------------ |
| Wygrana   | 26-11-1 | Nicola Iksari (0-2)             | TKO                                               | 1     | 0:15 | KOK 120: Mega Series                            | 16.03.2024 | Wilno        |                                            |
| Przegrana | 25-11-1 | Ivan Buchinger (34-6)           | Poddanie (duszenie d’Arce)                        | 4     | 4:11 | XFN 15 - X Fight Nights 15                      | 27.12.2018 | Praga        | Walka o pas XFN w wadze piórkowej          |
| Przegrana | 25-10-1 | Alikan Sulejmanow (7-3)         | Decyzja (jednogłośna)                             | 3     | 5:00 | ACB 83: Borisov vs. Kerimov                     | 24.03.2018 | Baku         |                                            |
| Wygrana   | 25-9-1  | Miroslav Štrbák (14-6-1)        | Poddanie (klucz na stopę)                         | 3     | 4:05 | STB: Simply the Best 16                         | 14.10.2017 | Koszyce      | Zdobył pas mistrzowski STB w wadze lekkiej |
| Wygrana   | 24-9-1  | Yusup Umarov (11-3)             | Poddanie (klucz na stopę)                         | 2     | 1:34 | ACB 69: Young Eagles 22                         | 09.09.2017 | Ałmaty       |                                            |
| Wygrana   | 23-9-1  | Jani Salmi (9-2)                | Poddanie (duszenie brabo)                         | 2     | 2:27 | FNF 14                                          | 06.05.2017 | Turku        | Walka w wadze lekkiej                      |
| Przegrana | 22-9-1  | Murad Maczajew (18-1)           | Decyzja (jednogłośna)                             | 3     | 5:00 | Mix Fight Combat                                | 25.12.2015 | Chimki       |                                            |
| Wygrana   | 22-8-1  | Jani Ridasmaa (7-3-1)           | Poddanie (duszenie brado)                         | 2     | 1:51 | Lappeenranta Fight Night 14                     | 28.11.2015 | Lappeenranta | Limit umowny do 73,5 kg                    |
| Przegrana | 21-8-1  | Filip Wolański (8-1)            | Decyzja (większościowa)                           | 3     | 5:00 | IFN 1 - Let's Begin                             | 24.10.2015 | Częstochowa  |                                            |
| Przegrana | 21-7-1  | Magomied Idrisow (5-1)          | Decyzja (jednogłośna)                             | 3     | 5:00 | M-1 Challenge 61 - Battle of Narts              | 20.09.2015 | Nazrań       | Powrót do wagi piórkowej                   |
| Wygrana   | 21-6-1  | Antti Virtanen (9-5-1)          | Poddanie (skrętówka)                              | 1     | 2:36 | LFN 12 - Fight Night 12                         | 25.04.2015 | Lappeenranta | Limit umowny do 73 kg                      |
| Przegrana | 20-6-1  | Anton Kuivanen (22-8)           | Decyzja (jednogłośna)                             | 3     | 5:00 | Cage 29                                         | 28.02.2015 | Helsinki     |                                            |
| Wygrana   | 20-5-1  | Jakub Kowalewicz (3-0)          | Decyzja (jednogłośna)                             | 3     | 5:00 | KSW 26: Materla vs. Silva III                   | 22.03.2014 | Warszawa     | Debiut w wadze lekkiej                     |
| Wygrana   | 19-5-1  | Rasul Albaskhanov (0-0)         | Poddanie (duszenie anaconda)                      | 2     | 0:48 | Grand Prix Berkut                               | 01.03.2014 | Grozny       |                                            |
| Wygrana   | 18-5-1  | Zokir Poechev (2-0)             | TKO (ciosy pięściami)                             | 2     | 2:10 | Oplot Challenge 98                              | 01.02.2014 | Charków      |                                            |
| Wygrana   | 17-5-1  | Murad Zeinulabidow (7-0)        | Poddanie (duszenie zza pleców)                    | 2     | 3:42 | Oplot Challenge 86                              | 02.11.2013 | Charków      |                                            |
| Wygrana   | 16-5-1  | Jorgen Matsi (6-1)              | Poddanie (duszenie zza pleców)                    | 3     | 2:22 | MMA Raju 12                                     | 19.10.2013 | Tartu        | Limit umowny do 67,1 kg                    |
| Wygrana   | 15-5-1  | Rashid Aliew (1-1)              | Poddanie (duszenie D'arce)                        | 1     | 3:10 | Oplot Challenge 83                              | 12.10.2013 | Charków      |                                            |
| Wygrana   | 14-5-1  | Artem Kazerskij (5-1)           | Poddanie (duszenie zza pleców)                    | 1     | 0:32 | Real Fights 15                                  | 04.05.2013 | Wilno        |                                            |
| Wygrana   | 13-5-1  | Joni Salovaara (9-4)            | Poddanie (duszenie zza pleców)                    | 1     |      | Espoo Fight Night                               | 05.05.2012 | Espoo        |                                            |
| Wygrana   | 12-5-1  | Sebastian Grabarek (5-2-1)      | Poddanie (duszenie zza pleców)                    | 2     | 3:01 | MMA Attack 2                                    | 27.04.2012 | Katowice     |                                            |
| Przegrana | 11-5-1  | Niklas Bäckström (3-0)          | Decyzja (jednogłośna)                             | 3     | 5:00 | Botnia Punishment 11 - Kankaanpaa vs. Yamaguchi | 23.03.2012 | Seinäjoki    |                                            |
| Wygrana   | 11-4-1  | Oliver Pastor (14-7)            | Decyzja (jednogłośna)                             | 3     | 5:00 | On Top 4                                        | 25.02.2012 | Belfast      |                                            |
| Wygrana   | 10-4-1  | Magomied Muhumajew (0-0)        | Poddanie (duszenie trójkątne rękoma)              | 1     | 1:32 | Baltic Challenge 2                              | 01.07.2011 | Królewiec    |                                            |
| Wygrana   | 9-4-1   | Marcos Nardini (2-0)            | Decyzja (jednogłośna)                             | 3     | 5:00 | On Top 2                                        | 18.06.2011 | Glasgow      |                                            |
| Przegrana | 8-4-1   | Tom Niinimäki (14-5-1)          | Decyzja (jednogłośna)                             | 3     | 5:00 | Cage 14 - All Stars                             | 20.11.2010 | Espoo        |                                            |
| Przegrana | 8-3-1   | Jason Young (6-3)               | Decyzja (jednogłośna)                             | 3     | 5:00 | Cage Warriors 39: The Uprising                  | 01.10.2010 | Londyn       |                                            |
| Wygrana   | 8-2-1   | Ville Yrjola (4-0)              | Poddanie (duszenie trójkątne rękoma)              | 1     | 0:46 | Cage 12 - Spring Break                          | 08.05.2010 | Vantana      |                                            |
| Wygrana   | 7-2-1   | Jerry Kvarnstrom (7-0)          | Poddanie (duszenie trójkątne rękoma)              | 1     | 1:03 | TF - Resurrection                               | 03.04.2010 | Turku        |                                            |
| Wygrana   | 6-2-1   | John Cullen (10-1)              | Poddanie (duszenie zza pleców)                    | 1     | 0:35 | Eurofight Xtreme Fighting Championship 1        | 17.09.2009 | Glasgow      |                                            |
| Wygrana   | 5-2-1   | Juris Karpenko (1-2)            | Poddanie (duszenie zza pleców)                    | 1     | 0:48 | Real Fights 4                                   | 12.12.2008 | Kowno        |                                            |
| Wygrana   | 4-2-1   | Owen Roddy (4-2)                | Poddanie (achilles lock)                          | 1     | 4:31 | Ultimate Conflict                               | 01.03.2008 | Dublin       |                                            |
| Wygrana   | 3-2-1   | Olli Hartikainen (1-0-2)        | Poddanie (duszenie trójkątne rękoma)              | 2     | 1:45 | Carelia Fight 3                                 | 01.09.2007 | Helsinki     |                                            |
| Przegrana | 2-2-1   | Arsen Timerkhanov (5-1)         | Poddanie (dźwignia prosta na staw łokciowy)       | 1     | 1:21 | Hero's Lithuania 2006                           | 11.11.2006 | Wilno        |                                            |
| Wygrana   | 2-1-1   | Masahiro Oishi (14-9-6)         | TKO (wysokie kopnięcie okrężne i ciosy pięściami) | 1     | 0:31 | Zst 10                                          | 10.09.2009 | Tokio        |                                            |
| Przegrana | 1-1-1   | Masayuki Okude (3-4-6)          | Poddanie (klucz na rękę)                          | 1     | 4:57 | Shooto Lithuania - Bushido                      | 23.04.2006 | Wilno        |                                            |
| Wygrana   | 1-0-1   | Povilas Alaburda (2-0)          | Poddanie (klucz na stopę)                         | 1     | 2:31 | Shooto Lithuania - Auksta Itampa 2              | 12.02.2006 | Kowno        |                                            |
| Remis     | 0-0-1   | Masayuki Okude (2-3-3)          | Remis                                             | 2     | 5:00 | Zst 7                                           | 03.05.2005 | Tokio        | Debiut w MMA                               |